# Camptoloma carum
Camptoloma carum là một loài bướm đêm thuộc phân họ Arctiinae, họ Erebidae. Nó là loài đặc hữu của Đài Loan.